# Paranerita rosacea
Paranerita rosacea är en fjärilsart som beskrevs av Rothschild 1909. Paranerita rosacea ingår i släktet Paranerita och familjen björnspinnare. Inga underarter finns listade i Catalogue of Life.